# Zlatko Špoljarević
Zlatko Špoljarević (Tuzla, 1978.), pedagog-psiholog u Općoj gimnaziji pri Katoličkom školskom centru „Sv. Franjo“ u Tuzli.

## Životopis
Rodio se u Tuzli. U rodnom gradu završio Gimnaziju "Meša Selimović". Studirao Pedagogiju i psihologiju na Filozofskom fakultetu u Tuzli, te stekao zvanje dipl. pedagog-psiholog. Glazbom se bavi od listopada 1996. godine kad počinje svirati orgulje. Samostalno je radio godinu dana i potom počeo svirati na misama u tuzlanskoj crkvi. Rujna 1997. okupio je skupinu djevojaka te osnovao ženski pjevački zbor. 1998. prvi su put nastupili s troglasnim zborom u tuzlanskoj crkvi. Pridruživanjem muških članova uz postojeće članice prerastaju u komorni mješoviti zbor Iuventus Salinarum. Prof. dr. Čestmir Dušek, veliki prijatelj zborovođe i zbora je pratio, pomagao i korigirao rad zbora i zborovođe.  Velikim župnim zborom Sv. Petar i Pavao ravnao je od 2004. do 2007.

## Djela
Pod njegovim ravnanjem zbor Iuventus Salinarum je zajednom sa župnim zborom sv. Petar i Pavao snimio pjesmu don Šime Marovića U tvoju ljubav vjerujem koja se nalazi na nosaču zvuka snimljenom povodom beatifikacije Drinskih mučenica u Sarajevu. Pjevali su skupa s ostalim zborovima na misi koju je vodio papin izaslanik kardinal Angelo Sodano u Sarajevu 24. studenoga 2011. i nešto prije u Mariji Bistrici 8. listopada 2011. na hodočašću Vrhbosanske nadbiskupije, također s istim župnim zborom.
Pjevali su u Banjolučkoj zračnoj luci na dočeku pape Ivana Pavla II. skupa sa župnim zborom Sv. Petar i Pavao. Zajedno su nastupali pjevajući na „završnoj misi“ ekumenskog kongresa katoličke i pravoslavnih crkava jugoistočne Europe u Beogradu, na poziv beogradskoga nadbiskupa. Nastup je bio u franjevačkoj crkvi sv. Ante. Misu je predvodio kardinal Kasper, uz koncelebraciju desetak nadbiskupa i biksupa i oko 50 svećenika. Nakon mise kardinal Kasper je zahvalio zborovima i pohvalio izvanredno pjevanje, te zborovođi uručio Papinu brončanu medalju.
Špoljarević je napisao tekst i glazbu za četiri skladbe posvećene Gospi: Gospi Gradovrškoj, Gospi Lipničkoj, Gospi Husinskoj i Gospi Brežačkoj koje se izvode na patrone u tim mjestima i crkvama i nedjeljom na mislim slavljima.